# Michael Ambühl

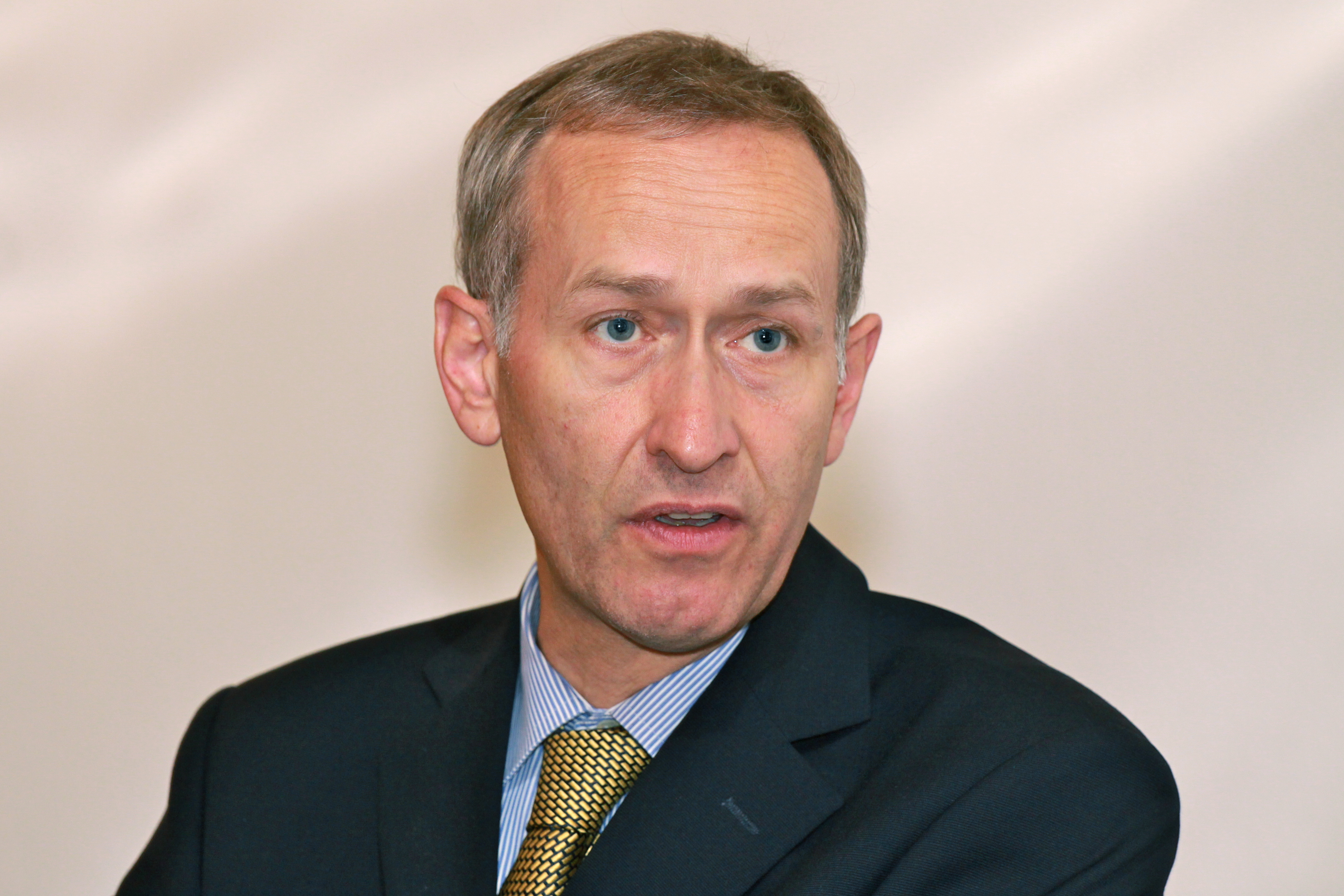
Michael Ambühl (2009)

Michael Ambühl (* 26. September 1951 in Bern) ist ein Schweizer Mathematiker und war Beamter. Er ist ehemaliger Staatssekretär im Eidgenössischen Finanzdepartement und leitete dort das Staatssekretariat für internationale Finanzfragen (SIF). Der studierte Mathematiker und Betriebswirt war von 1982 bis 2013 im diplomatischen Dienst der Schweiz tätig. Er war von September 2013 bis Januar 2022 ordentlicher Professor für Verhandlungsführung und Konfliktmanagement an der ETH Zürich.

## Leben
Michael Ambühl ist 1951 in Bern geboren und in der Bundesstadt aufgewachsen. Sein Vater war Naturwissenschafter, seine Mutter stammte aus einer Politiker-Familie. Ein Onkel war Hans Schaffner, in den 1960er Jahren Bundesrat und danach Mitglied der Expertengruppe der UNO über die Tätigkeit multinationaler Konzerne in der Dritten Welt.
Ambühl studierte Betriebswirtschaftslehre und angewandte Mathematik an der ETH Zürich und schloss mit einem Doktorat sc. techn. ETH ab. Seine besondere Vorliebe galt der Spieltheorie, der Analyse von Entscheidungsverhalten in Konfliktsituationen.
Nach seiner Tätigkeit als Assistent (1976–1980) bzw. Oberassistent und Lehrbeauftragter an der Universität Zürich (1980–1982) trat Michael Ambühl 1982 in den diplomatischen Dienst des Departementes für auswärtige Angelegenheiten ein, in dem er sich bis zur Spitze hocharbeitete.
Michael Ambühl ist verheiratet und hat einen Sohn.

## Karriere
1983/84 wurde Michael Ambühl zunächst als Stagiaire in Bern und Kinshasa eingesetzt. 1984 nach Bern zurückgekehrt, wurde er bis 1988 als diplomatischer Mitarbeiter der Sektion Vereinte Nationen und internationale Organisationen zugeteilt. 1988 wurde er nach Delhi versetzt, wo er die Wirtschaftssektion leitete.
Ab 1992 war Michael Ambühl Botschaftsrat bei der EU-Mission in Brüssel und Mitglied der Verhandlungsdelegation für die Bilateralen I. Im Jahr 1999 ernannte ihn der Bundesrat zum Chef des Integrationsbüros EDA/EVD. In dieser Eigenschaft war er 2001–2004 Unterhändler der Bilateralen II.
1999 wurde er zum Botschafter ernannt. Von Februar 2005 bis Februar 2010 war Michael Ambühl Staatssekretär der Politischen Direktion im Departement für auswärtige Angelegenheiten. Er leitete u. a. die Schweizer Delegation in den Verhandlungen mit den USA zum Fall UBS.
Im März 2010 übernahm er die Leitung des Staatssekretariats für internationale Finanzfragen (SIF) und wechselte damit vom Aussen- ins Finanzdepartement. Dem neu geschaffenen Staatssekretariat oblagt die Koordination und strategische Führung in internationalen Finanz-, Währungs- und Steuerfragen. Dabei verhandelte Ambühl im Steuerstreit mit den Vereinigten Staaten und mit den Schweizer Nachbarländern. Ambühl vertrat die Schweiz auch im Internationalen Währungsfonds (IWF), im Financial Stability Board sowie in Sachen internationale Bekämpfung der Finanzkriminalität.
Ambühl erklärte im Mai 2013 seinen Rücktritt als Staatssekretär per Ende August 2013. Im September 2013 übernahm er an der ETH Zürich eine Professur für Verhandlungsführung und Konfliktmanagement. Nachfolger als Staatssekretär für internationale Finanzfragen (SIF) wurde per 1. November 2013 Jacques de Watteville.
In seinem neuen Wirkungskreis als Professor an der ETH hat Ambühl in den Beziehungen zwischen Wissenschaft und Politik Akzente gesetzt. So organisierte er 2015 erstmals einen Ausbildungskurs für neue Parlamentarier unter Mitwirkung von Professoren mehrerer Schweizer Universitäten. Auch verfasste er Kommentare zu internationalen Konflikten aus neutraler Warte. Seit 2016 war er zusätzlich Direktor der Swiss School of Public Governance der ETH Zürich. Dieses neue Zentrum interdisziplinärer Forschung und Lehre für Lenkungs- und Führungsaufgaben im öffentlichen Sektor will durch Weiterbildungsprogramme Führungskräfte der öffentlichen Verwaltung fördern. Erstmals wurde 2017 in diesem Rahmen der Lehrgang CAS in International Policy and Advocacy durchgeführt. Bei erfolgreichem Abschluss wird den Absolventen das entsprechende Cerificate of Advanced Studies (CAS) verliehen. Ein weiterer Zertifikatslehrgang CAS Public Governance and Administration wird ebenfalls angeboten.
Die Weiterführung seiner Aufbauarbeit zum Einbezug wissenschaftlicher Erkenntnisse bei der Verhandlungsführung ist durch eine entsprechende ordentliche Professur an der ETH Zürich wie auch durch eine interdisziplinäre Forschungsstelle für Wissenschaft in der Diplomatie zusammen mit der Universität Genf gewährleistet. Laut Ambühl kann zukünftig neben der Anwendung der Spieltheorie auch Künstliche Intelligenz (KI; engl.: AI) bei Verhandlungen eine unterstützende Rolle spielen.
Im Jahr 2016 hat Ambühl für die Konferenz der Kantonsregierungen KdK einen Vorschlag zur Umsetzung der Masseneinwanderungsinitiative ausgearbeitet. Die sogenannte Bottom-up-Schutzklausel wurde am 25. August 2016 der Öffentlichkeit vorgestellt.
Bei Konflikten um den Ausbau der Wasserkraft zur Erzeugung elektrischer Energie in der Schweiz zog die zuständige Bundesrätin Simonetta Sommaruga Ambühl als Mediator bei, um Blockaden zu überwinden.
Während die Verhandlungen zwischen der Schweiz und der EU über ein Rahmenabkommen liefen, äusserte sich Ambühl als Kenner dieser Materie kritisch zu den Bedingungen des Vertragstextes. Er kritisiert die vorgesehene Dynamisierung aller Marktzugangsabkommen inklusive der bisher vereinbarten Bilateralabkommen, den Einbezug des Europäischen Gerichtshofs (EuGH) in Streitbeilegungsverfahren sowie die erweiterte Guillotine-Klausel. Zitat aus der Neuen Zürcher Zeitung: Keiner beeinflusst nun die Argumentation der Gegner des Abkommens stärker als der ETH-Professor. Nach dem Abbruch der Verhandlungen über das bisher vorliegende Rahmenabkommen durch die Schweiz, machte Ambühl zusammen mit Scherer einen detaillierten Vorschlag für das weitere Vorgehen. Dieser Ansatz wurde durch die Partei Der Mitte zu einem konkreten Vorschlag für neue Verhandlungen mit der EU ausgearbeitet. Dabei gibt es keine roten Linien mehr. Anstelle werden in kritischen Dossiers Opting-out-Regeln gefordert. Auch die FDP bezog ihre Position bezüglich Neuverhandlungen und orientierte sich dabei an den Vorschlägen von Ambühl.
Nach seiner Emeritierung an der ETH Zürich machte Ambühl Vorschläge zur Beilegung des Konflikts zwischen Russland und der Ukraine. Am Tag seiner Abschiedsvorlesung an der ETH Zürich im Oktober 2022 veröffentlichte die Neue Zürcher Zeitung ein Gespräch mit Ambühl, wobei er sich zu einer Verhandlungslösung zur Beilegung des Konflikts zwischen der Ukraine und Russland wie auch zu einer Neuregelung des Verhältnisses der Schweiz zur EU äusserte.
Im Anschluss an die Tätigkeit bei der ETH Zürich wurden Michael Ambühl und Nora Meier bei der Firma Ambühl Meier AG Berater für Verhandlungsführung. Sie machen Vorschläge, um den Sicherheitsrat der Vereinten Nationen zu reformieren.
Ebenfalls mit Nora Meier sowie Daniela S. Scherer hat er einen Vorschlag für eine Schutzklausel bezüglich Zuwanderung aus der EU in die Schweiz konkretisiert, welcher für die Verhandlungen mit der EU dienen soll.

## Werke
- Zur Parameterwahl in einem Strafkostenverfahren. ETH Zürich, 1980 (Dissertation)
- mit Aymo Brunetti (Hrsg.): EU-Wirtschaftspolitik aus Schweizer Sicht. Paul Haupt, Bern 2004, ISBN 3-258-06672-8.[34]
- mit Stefano Brusoni und Anja Niedworok: Cooperatives in an Uncertain World: Perspectives from Switzerland and Its Neighbors. Springer Cham, 31. Juli 2024. ISBN 978-3-031-56199-3
- mit Nora Meier: Trump sitzt im Zollstreit am längeren Hebel In: Der Schweizer Monat 17. April 2025